# Araneus variegatus
Araneus variegatus är en spindelart som beskrevs av Takeo Yaginuma 1960. Araneus variegatus ingår i släktet Araneus och familjen hjulspindlar. Inga underarter finns listade i Catalogue of Life.